# Collin Veijer
Collin Veijer (* 19. Februar 2005 in Staphorst) ist ein niederländischer Motorradrennfahrer, der zurzeit in der Moto2-Klasse der Motorrad-Weltmeisterschaft für Red Bull KTM Ajo fährt. Er wurde der erste niederländische Grand-Prix-Sieger seit Hans Spaan.
Auch sein Cousin Kiyano (* 2008) ist Motorradrennfahrer.

## Statistik

### Erfolge
- 2 Grand-Prix-Siege

### In der Motorrad-Weltmeisterschaft
(Stand: Großer Preis von Österreich, 17. August 2025)
| Saison | Klasse | Team                           | Motorrad  | Rennen | Siege | Zweiter | Dritter | Poles | Schn. Runden | Punkte | Ergebnis |
| ------ | ------ | ------------------------------ | --------- | ------ | ----- | ------- | ------- | ----- | ------------ | ------ | -------- |
| 2023   | Moto3  | Liqui Moly Husqvarna Intact GP | Husqvarna | 19     | 1     | –       | 1       | 2     | 1            | 149    | 7.       |
| 2024   | Moto3  | Liqui Moly Husqvarna Intact GP | Husqvarna | 20     | 1     | 4       | 4       | 1     | 2            | 242    | 3.       |
| 2025   | Moto2  | Red Bull KTM Ajo               | Kalex     | 11     | –     | –       | –       | –     | –            | 21     | 19.      |
| Gesamt | Gesamt | Gesamt                         | Gesamt    | 50     | 2     | 4       | 5       | 3     | 3            | 412    |          |

Grand-Prix-Siege
| Saison | Klasse | Rennen   |
| ------ | ------ | -------- |
| 2023   | Moto3  | Malaysia |
| 2024   | Moto3  | Spanien  |

Einzelergebnisse
| Saison | 1        | 2           | 3         | 4       | 5          | 6          | 7                      | 8           | 9           | 10                     | 11          | 12         | 13         | 14             | 15         | 16         | 17         | 18         | 19         | 20       | 21       | 22       |
| ------ | -------- | ----------- | --------- | ------- | ---------- | ---------- | ---------------------- | ----------- | ----------- | ---------------------- | ----------- | ---------- | ---------- | -------------- | ---------- | ---------- | ---------- | ---------- | ---------- | -------- | -------- | -------- |
| 2023   | Portugal | Argentinien | USA-Texas | Spanien | Frankreich | Italien    | Deutschland            | Niederlande | Kasachstan  | Vereinigtes Konigreich | Osterreich  | Katalonien | San Marino | Indien         | Japan      | Indonesien | Australien | Thailand   | Malaysia   | Katar    | Valencia |          |
| 2023   | 12       | 22          | 13        | 23      | 15         | 6          | DNF                    | 7           | C           | 9                      | 4           | DNS        | 5          | DNF            | 11         | 4          | 4          | 3          | 1          | 10       | 4        |          |
| 2024   | Katar    | Portugal    | USA-Texas | Spanien | Frankreich | Katalonien | Italien                | Niederlande | Deutschland | Vereinigtes Konigreich | Osterreich  | Aragonien  | San Marino | Emilia-Romagna | Indonesien | Japan      | Australien | Thailand   | Malaysia   | \|\|     |          |          |
| 2024   | 5        | 6           | DNF       | 1       | 3          | 4          | 2                      | 2           | 18          | 3                      | 5           | 2          | 5          | 3              | DNF        | 2          | 18         | 3          | 5          | 10       |          |          |
| 2025   | Thailand | Argentinien | USA-Texas | Katar   | Spanien    | Frankreich | Vereinigtes Konigreich | Aragonien   | Italien     | Niederlande            | Deutschland | Tschechien | Osterreich | Ungarn         | Katalonien | San Marino | Japan      | Indonesien | Australien | Malaysia | Portugal | Valencia |
| 2025   | 20       | 24          | 10        | 13      | 14         | DNF        | INJ                    | INJ         | 20          | 14                     | 16          | 16         | 8          |                |            |            |            |            |            |          |          |          |

| Legende  | Legende            | Legende                                                          |
| Farbe    | Abkürzung          | Bedeutung                                                        |
| -------- | ------------------ | ---------------------------------------------------------------- |
| Gold     | –                  | Sieg                                                             |
| Silber   | –                  | 2. Platz                                                         |
| Bronze   | –                  | 3. Platz                                                         |
| Grün     | –                  | Platzierung in den Punkten                                       |
| Blau     | –                  | Klassifiziert außerhalb der Punkteränge                          |
| Violett  | DNF                | Rennen nicht beendet (did not finish)                            |
| Violett  | NC                 | nicht klassifiziert (not classified)                             |
| Rot      | DNQ                | nicht qualifiziert (did not qualify)                             |
| Rot      | DNPQ               | in Vorqualifikation gescheitert (did not pre-qualify)            |
| Schwarz  | DSQ                | disqualifiziert (disqualified)                                   |
| Weiß     | DNS                | nicht am Start (did not start)                                   |
| Weiß     | WD                 | zurückgezogen (withdrawn)                                        |
| Hellblau | PO                 | nur am Training teilgenommen (practiced only)                    |
| Hellblau | TD                 | Freitags-Testfahrer (test driver)                                |
| ohne     | DNP                | nicht am Training teilgenommen (did not practice)                |
| ohne     | INJ                | verletzt oder krank (injured)                                    |
| ohne     | EX                 | ausgeschlossen (excluded)                                        |
| ohne     | DNA                | nicht erschienen (did not arrive)                                |
| ohne     | C                  | Rennen abgesagt (cancelled)                                      |
| ohne     | keine WM-Teilnahme |                                                                  |
| sonstige | P/fett             | Pole-Position                                                    |
| sonstige | 1/2/3/4/5/6/7/8    | Punktplatzierung im Sprint-/Qualifikationsrennen                 |
| sonstige | SR/kursiv          | Schnellste Rennrunde                                             |
| sonstige | *                  | nicht im Ziel, aufgrund der zurückgelegten Distanz aber gewertet |
| sonstige | ()                 | Streichresultate                                                 |
| sonstige | unterstrichen      | Führender in der Gesamtwertung                                   |